# Hermann Baumann (Politiker)
 Hermann Baumann  (* 17. März 1866 in Hollenstein, Niederösterreich; † 7. Juli 1940 in Weyer, Oberösterreich) war ein österreichischer Landwirt und Politiker.

## Leben
Baumann heiratete 1906 eine verwitwete Landwirtin und übernahm deren Bauernhof in der benachbarten Gemeinde Weyer Land.
Baumann starb 1940 auf seinem Hof Nach der Enns Nr. 25.

## Politik
In der Zeit von 1919 bis 1925 entsandte ihn die Christlichsoziale Partei in den oberösterreichischen Landtag. Als Abgeordneter trat er jedoch kaum in Erscheinung.